# Vals con Bashir
Vals con Bashir (en hebreo ואלס עם באשיר - Vals Im Bashir) es una película de animación documental dirigida y escrita por Ari Folman, estrenada el 5 de junio de 2008 en Israel. Ese mismo año, ganó el Globo de Oro a la mejor película en lengua no inglesa y el César a la mejor película extranjera entre otros premios. También fue nominada al Óscar a la mejor película de habla no inglesa y al BAFTA a la mejor película de animación.

## Argumento
En el año 1982, Ari Folman fue a los 19 años soldado de infantería en las Fuerzas de Defensa de Israel. En 2006, se reúne con un amigo que hizo en su período de servicio militar, quien le cuenta que sufre numerosas pesadillas que parecen estar relacionadas con algo que sucedió en la Guerra del Líbano de 1982. Folman, que también participó en dicha guerra, se sorprende de no recordar nada de ese período. Al cabo de unas horas, le viene un flash sobre la noche de la masacre de Sabra y Chatila, siendo la primera imagen que logra ver, aunque duda sobre la veracidad de la misma. Dicha imagen empezará a volver a su cabeza cada vez con más frecuencia sin poder a llegar a descifrarla, donde aparece él y sus amigos de la unidad bañándose en la orilla del mar en Beirut, mientras caen bengalas suavemente iluminando la oscura noche, dejando a la vista los edificios destrozados cercanos a la playa. Folman se apresura a reunirse con otro amigo suyo con quien sirvió en el Líbano, quien le aconseja que investigue lo que pasó hablando con sus antiguos compañeros para ver si puede recuperar su memoria sobre los hechos allí ocurridos.

## Reparto
- Ari Folman como él mismo; un cineasta israelí que recientemente terminó su servicio militar de reserva. Unos veinte años atrás, se desempeñó en la Fuerzas de Defensa de Israel durante la Guerra del Líbano de 1982.
- Miki Leon como Booz Rein-Buskila, un veterano de la Guerra del Líbano de 1982 que padece pesadillas.
- Ori Sivan como él mismo, un cineasta israelí que anteriormente codirigió dos películas con Folman y es su amigo desde hace mucho tiempo.
- Yehezkel Lazarov como Carmi Cna'an, un veterano israelí de la Guerra del Líbano de 1982 y compañero de Folman que vive en los Países Bajos.
- Ronny Dayag como él mismo; un veterano israelí de la Guerra del Líbano de 1982.
- Shmuel Frenkel como él mismo, un veterano israelí de la Guerra del Líbano de 1982. Durante esta guerra fue el comandante de una unidad de infantería.
- Zahava Salomon como ella misma, una israelita psicóloga e investigadora en el campo de los traumas psicológicos.
- Ron Ben-Yishai como él mismo, un periodista israelí que fue el primero en cubrir la masacre de Sabra y Chatila.
- Dror Harazi como él mismo, un veterano israelí de la Guerra del Líbano de 1982. Durante esta guerra, comandó una brigada de tanques estacionados fuera del campamento de refugiados de Chatila.

## Producción
La película tardó cuatro años en completarse. Es inusual que un largometraje documental sea realizado casi completamente por medios de animación. La película combina la música clásica con música de los años 1980 y gráficos realistas con escenas surrealistas, además de contar con ilustraciones similares a los cómics. La única parte de la película que no se hizo por medio de la animación es un segmento corto al final de la película, que muestra los resultados reales de la masacre de Sabra y Chatila con grabaciones originales.
La animación, única con sus tonos oscuros que representan el sentir general de la película, utiliza un estilo único inventado por Yoni Goodman en el Bridgit Folman Film Gang en Israel. La técnica usada a menudo se confunde con el rotoscopio, pero en realidad se trata de una combinación de Flash, cortes clásicos de animación y 3D.

## Título
La película toma el título de una escena de la misma, en la que Shmuel Frenkel, el comandante de la unidad de infantería, coge una ametralladora MAG y baila disparando contra los francotiradores que habían rodeado a su unidad en una calle llena de carteles del político libanés Bashir Gemayel.

## Banda sonora
La banda sonora original fue compuesta por el músico minimalista, inglés de origen alemán, Max Richter. Mientras que las canciones principales son "Enola Gay", "This is not a love song" , "Good morning Lebanon", "Incubator" y la versión de I Bombed Korea, reescrita para la película como "I bombed Lebanon". Varios críticos han remarcado el importante papel que tiene la música en el film, describiendo las escenas como un comentarista más de los eventos sucedidos en la guerra.

## Crítica
La película fue recibida con comentarios muy positivos por parte de los críticos de cine. Francisco Marinero, crítico cinematográfico del periódico El Mundo, la describe como «un portentoso claroscuro para dibujar la memoria, o la falta de ella»; Javier Ocaña, de El País dice que es «una película única por su novedosa mezcla de formatos y géneros, y por su apabullante capacidad para evocar la realidad del drama mediante elementos nada realista»; y Oti Rodríguez Marchante, de ABC elogia su «variedad de recursos, incluyendo homenajes cinéfilos como el de 'Apocalypse Now', dentro de la unidad estilística». Los usuarios de Filmaffinity la valoran con un 7,5 sobre 10. En el mundo anglosajón, Rotten Tomatoes, dedicada a la revisión e información de películas, registró un 96% de comentarios positivos sobre 143 comentarios. En Metacritic obtuvo un 90 de 100.indieWire la calificó como la décima mejor película de 2008, basándose en la encuesta anual de 100 críticos de cine. Xan Brooks, del prestigioso diario The Guardian la calificó como "una película extraordinaria, desgarradora y provocadora". Durante el festival de cine Tokyo Filmex fue elogiada por "inventar un nuevo lenguaje cinematográfico".